# BLEVE

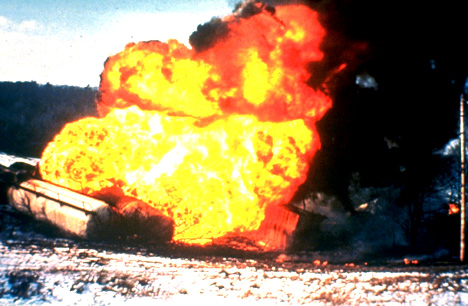
Boule de feu consécutive à une BLEVE sur une citerne de gaz liquéfié.

Le BLEVE (acronyme de l'anglais boiling liquid expanding vapor explosion) est une vaporisation violente à caractère explosif d'un liquide, consécutive à la rupture brutale du réservoir le contenant. Le phénomène peut survenir avec tout liquide, inflammable ou non, lors d’un apport thermique contraint dans une enceinte rigide et hermétique, qui lui fait dépasser la température d'ébullition du liquide (dans les conditions normales de température et de pression). Il peut se produire à froid (température ambiante, par exemple à la suite d'un accident ou d'une défaillance mécanique) ou à chaud (à la suite d'un incendie, faisant augmenter la température et la pression à l'intérieur du contenant).
Les contenants sont généralement des cuves ou des réservoirs, souvent en milieu industriel, mais aussi des camions ou wagons-citernes pour le transport du produit. Il s'agit souvent de gaz liquéfiés, comme le gaz de pétrole liquéfié (GPL).
Le BLEVE est très redouté dans les industries stockant des gaz liquéfiés sous pression, ainsi que par les sapeurs-pompiers lors d'incendies concernant ce genre de moyen de stockage et de transport.

## Description

Réservoir contenant du gaz liquéfié : dans le réservoir, la phase liquide est surmontée d'une phase gazeuse sous pression.

L'explosion a lieu en trois temps : 1. Décompression due à une rupture de l'enveloppe ;
2. Ébullition violente et recompression du réservoir ;
3. Rupture catastrophique du réservoir et formation du nuage de gaz.

Lorsqu'un gaz est comprimé, il devient liquide à partir d'une certaine pression. Cette propriété permet de stocker de grandes quantités de gaz dans des réservoirs (butane, propane, gaz de pétrole liquéfié (GPL)…). Il apparaît alors au-dessus du liquide un « ciel gazeux » (la plus grande partie du produit est liquide, une petite partie est gazeuse et occupe le volume restant). En fonctionnement normal, lorsque du gaz est soutiré du réservoir dans les conditions normales de température et de pression, le liquide bout et la vapeur ainsi produite compense le volume retiré jusqu'à atteindre la pression de vapeur saturante.
Cependant, si le réservoir se rompt brusquement (par exemple à la suite d'une montée en pression et d'une fragilisation de l'enceinte par un incendie), il peut se produire une explosion :
- la pression du ciel gazeux se libère et crée à l'extérieur une onde de surpression aérienne. La pression baisse alors brusquement dans le réservoir ;
- le liquide se met à bouillir violemment dans toute sa masse pour retrouver un équilibre thermodynamique, la quantité de gaz libérée « regonfle » le réservoir (le gaz n'a pas le temps de s'échapper par la fuite) ; le réservoir explose alors littéralement, provoquant une deuxième onde de surpression (bien plus importante que la première) ainsi que la projection d'éclats métalliques ;
- le gaz libéré se mélange à l'air. S'il s'agit d'un gaz inflammable, il peut former une boule de feu.

Cet enchaînement ébullition-explosion caractérise le BLEVE (en anglais boiling liquid expanding vapor explosion). Un exemple en est le cas d'une citerne prise dans un incendie.

## Types de BLEVE

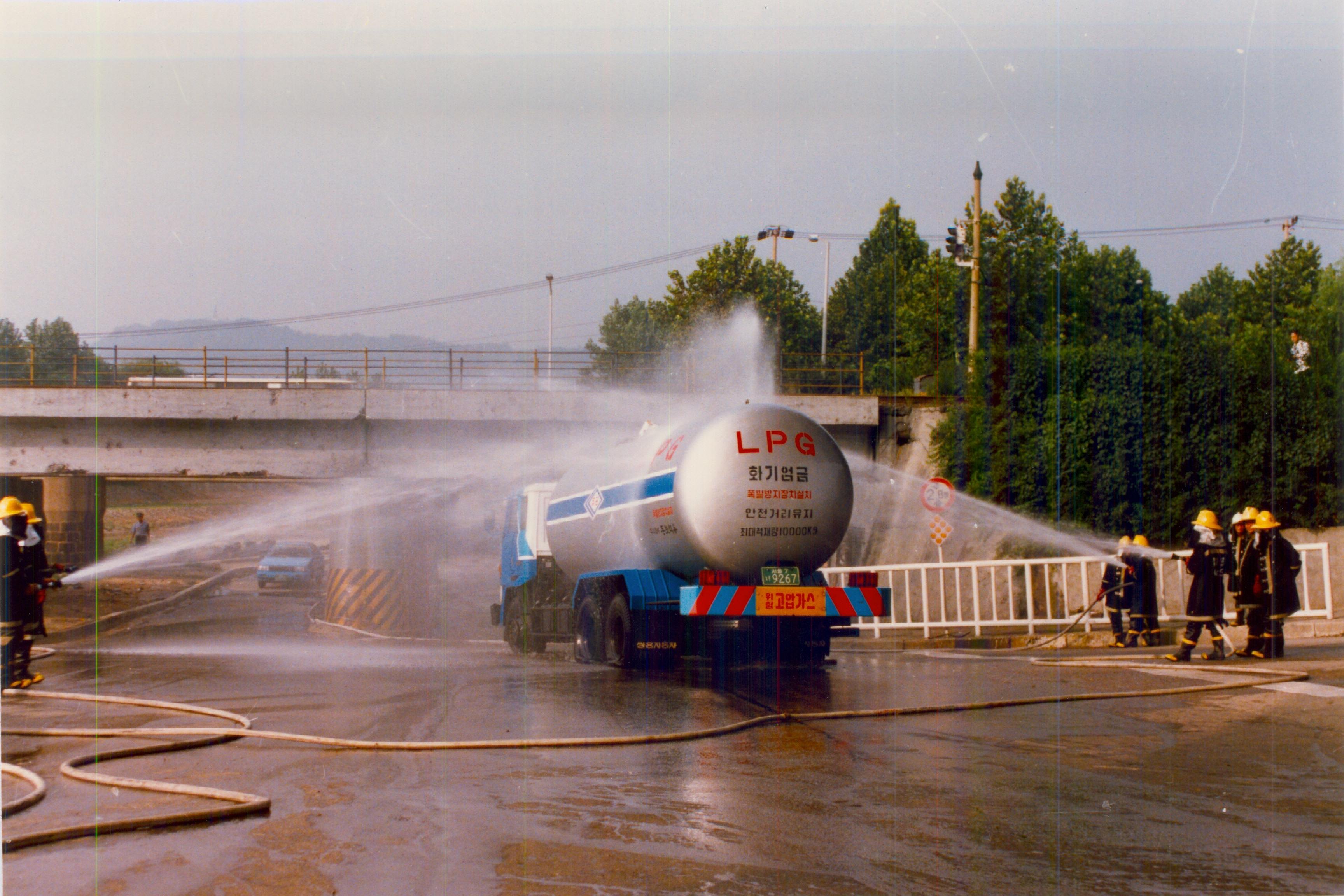
Refroidissement d'un camion-citerne de gaz de pétrole liquéfié, en Corée du Sud, en 1990.

On distingue le BLEVE froid et le BLEVE chaud. La différence entre les deux types réside dans la température à laquelle se produit la rupture de l'enceinte. Cette température est appelée température limite de surchauffe, abrégée « TLS ». Elle est propre au produit stocké et est fonction de la température critique du produit en question. 
La quantité de liquide vaporisé est généralement plus importante lors d'un BLEVE chaud que lors d'un BLEVE froid. Les conséquences sont donc nettement plus prononcées avec un BLEVE chaud.

### BLEVE chaud
Si, lors de la rupture, la température du liquide dépasse la température limite de surchauffe, il se produit un BLEVE chaud. Dans ce cas, la pression augmente avec la température (selon les lois de Gay-Lussac et des gaz parfaits). Lorsque la soupape de l'enceinte se déclenche, la partie liquide diminue au profit de la partie gazeuse (pression de vapeur saturante). Or, la phase gazeuse transmettant moins bien la chaleur que la phase liquide, celle-ci se concentre dans le haut du réservoir, ce qui cause sa fragilisation, puis sa rupture. De plus, si le gaz est inflammable, l'ouverture de la soupape peut créer une longue flamme (ou « effet chalumeau »). Le phénomène d’ébullition a lieu en dehors de tout site de nucléation (interface qui permet la vaporisation), dans tout le volume, donc à hauteur de l’énergie accumulée.

### BLEVE froid
Si, lors de la rupture, la surchauffe du liquide est inférieure à la température limite de surchauffe, la dépressurisation rapide entraîne un BLEVE froid. Dans ce cas, il s'agit d'une vaporisation instantanée également à hauteur de l’énergie accumulée, mais cette fois au niveau des interfaces, telles que les parois du réservoir encore au contact du liquide. On trouve notamment cette configuration avec du dioxyde de carbone liquide ou du dioxygène liquide, la rupture du réservoir pouvant être due à un choc mécanique ou à la corrosion. Dans ce cas, la soupape ne peut pas jouer son rôle.

## Prévention
Pour limiter le risque d'accident, les réservoirs sont en général munis de soupapes de sécurité qui permettent d'évacuer la pression avec une ébullition contrôlée avant la rupture de la paroi. Il peut toutefois arriver que ces soupapes soient insuffisantes pour contrôler l'augmentation de pression interne dans le cas d'incendies très violents.

## Exemples

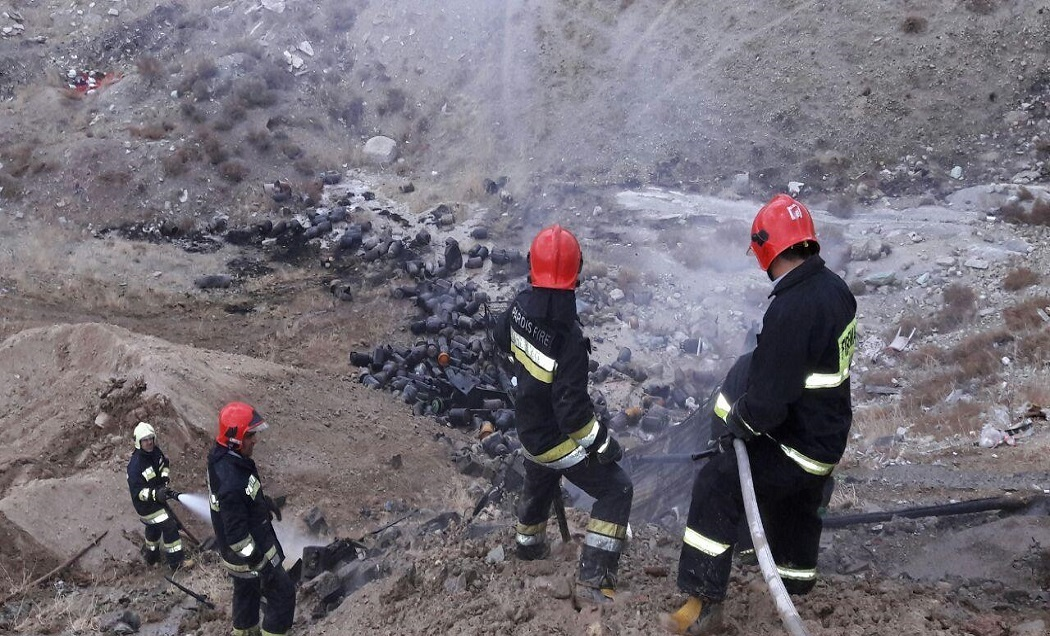
Dégâts à la suite d'une explosion de 500 bonbonnes de gaz naturel liquéfié à Khorramdasht, en Iran, le 5 mars 2018.

Voici quelques exemples de phénomènes de BLEVE :
- le 4 janvier 1966 à la raffinerie de Feyzin (Rhône, France) à dix kilomètres au sud de Lyon, le gel d'une prise de gaz sur une sphère de stockage empêche sa fermeture par les manipulateurs venus prélever un échantillon ; une nappe de gaz se forme, la chaleur des freins d'une voiture y met le feu, l'incendie se propage jusqu'aux cuves et provoque le BLEVE. Cette catastrophe, considérée comme la première catastrophe industrielle en France, fait dix-huit morts dont onze pompiers et une centaine de blessés, des débris sont projetés à 800 m ;
- le 2 janvier 1969 à Repcelak (Hongrie), l'explosion de trois réservoirs de dioxyde de carbone liquide, probablement en raison d'un sur-remplissage, provoque la mort de neuf personnes. Des débris sont projetés à 400 m, un réservoir est arraché de son support par le jet de gaz (effet fusée), un débris d'une tonne est projeté à 250 m ;
- le 11 juillet 1978 à Alcanar (Espagne), la catastrophe de Los Alfaques voit l'explosion de la citerne remplie de 25 tonnes de propylène d'un camion à proximité du camping de Los Alfaques, qui fait 215 morts et de nombreux blessés ;
- le 20 janvier 2023, un camion-citerne transportant du propane explose à Fillinges (Haute-Savoie, France), projetant de gros débris jusqu’à 800 mètres de distance. Cette explosion a causé trois blessés ; endommagé de manière significative 28 maisons, entraînant le relogement de 8 familles ; tandis que 117 sapeurs-pompiers avec une vingtaine d’engins sont intervenus[1],[2]

## Voir aussi

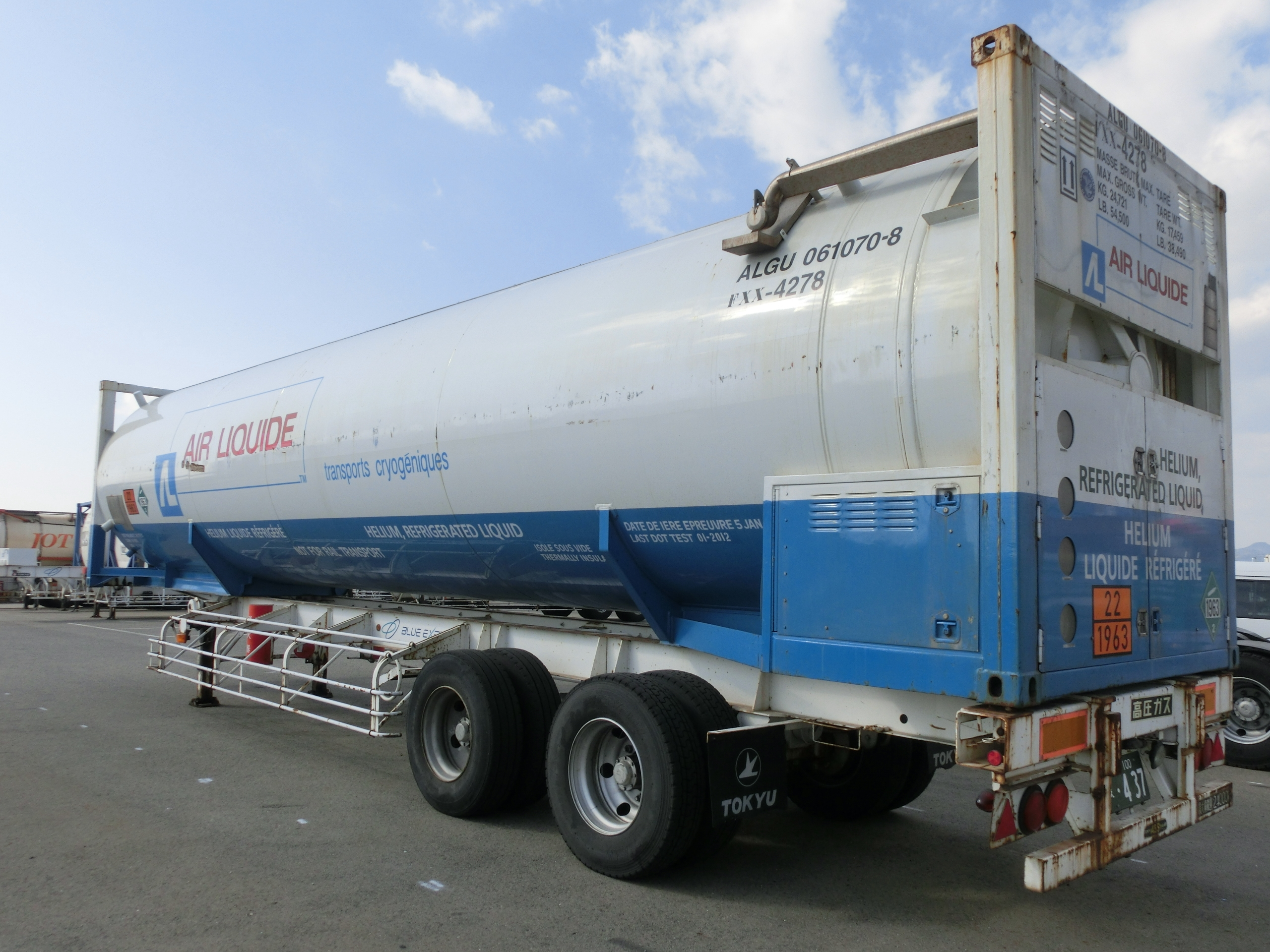
Une semi-remorque d'un camion citerne de la société Air Liquide transportant de l'hélium réfrigéré.